# Ashe megye
Ashe megye az Amerikai Egyesült Államokban, azon belül Észak-Karolina államban található. Megyeszékhelye és legnagyobb városa Jefferson. Lakosainak száma 26 577 fő (2020. április 1.). Ashe megye Grayson, Alleghany, Wilkes, Watauga és Johnson megyékkel határos.

## Népesség
A megye népességének változása:
| Lakosok száma | 27 266 | 27 181 | 27 160 | 27 151 | 27 020 | 26 577 |
|               | 2010   | 2011   | 2012   | 2013   | 2015   | 2020   |